# Егиазарян, Вачик (футболист)
Ва́чик Егиазаря́н (арм. Վաչիկ Եղիազարյան; 8 ноября 1992, Ереван, Армения) — армянский футболист, защитник.

## Клубная карьера
Егиазарян родился в Ереване. В 2008 году провёл в «Патани», в составе которого выступали юноши до 17 лет из клубов высшей лиги. Связано это было с тем, чтобы игроки, которые не попадают в составы своих команд поддерживали игровую форму. Егиазарян был на тот момент, одним из таких игроков. Затем перешёл «Бананц», где первый сезон провёл исключительно за дубль в первенстве Первой лиги. В следующем году также играл за дубль, но в одном матче всё же появился за «Бананц» в Премьер-лиге. В матче 2 тура против дилижанского «Импульса», Егиазарян вышел на 90 минуте заменив Самвела Мелконяна.
В 2011 году перешёл в «Импульс». В команде смог адаптироваться отыграв в половине матча чемпионата, а со следующего сезона стал фактически основным игроком. В розыгрыше Кубка 2011/12 вместе с командой дошёл до финала, в котором потерпел поражение от гюмрийского «Ширака» со счётом 0:1

## Достижения
«Бананц»
- Серебряный призёр чемпионата Армении: 2010
- Финалист Кубка Армении: 2010

«Импульс»
- Финалист Кубка Армении: 2011/12

## Статистика выступлений
Данные на 12 августа 2012 года
| Клуб             | Сезон            | Чемпионат | Чемпионат | Кубки | Кубки | Еврокубки | Еврокубки | Всего | Всего |
| Клуб             | Сезон            | Матчи     | Голы      | Матчи | Голы  | Матчи     | Голы      | Матчи | Голы  |
| ---------------- | ---------------- | --------- | --------- | ----- | ----- | --------- | --------- | ----- | ----- |
| Патани           | 2008             | 14        | 0         | 2     | 0     | 0         | 0         | 16    | 0     |
| Всего            | Всего            | 14        | 0         | 2     | 0     | 0         | 0         | 16    | 0     |
| Бананц-2         | 2009             | ?         | 3         | 0     | 0     | 0         | 0         | ?     | 3     |
| Бананц-2         | 2010             | ?         | 1         | 0     | 0     | 0         | 0         | ?     | 1     |
| Всего            | Всего            | ?         | 4         | 0     | 0     | 0         | 0         | ?     | 4     |
| Бананц           | 2010             | 1         | 0         | 0     | 0     | 0         | 0         | 1     | 0     |
| Всего            | Всего            | 1         | 0         | 0     | 0     | 0         | 0         | 1     | 0     |
| Импульс          | 2011             | 13        | 0         | 5     | 0     | 0         | 0         | 18    | 0     |
| Импульс          | 2012/13          | 16        | 0         | 0     | 0     | 0         | 0         | 16    | 0     |
| Всего            | Всего            | 29        | 0         | 5     | 0     | 0         | 0         | 34    | 0     |
| Всего за карьеру | Всего за карьеру | 44        | 4         | 7     | 0     | 0         | 0         | 51    | 4     |